# Hatosztatú virágállatok

Kulamanamana haumeaae

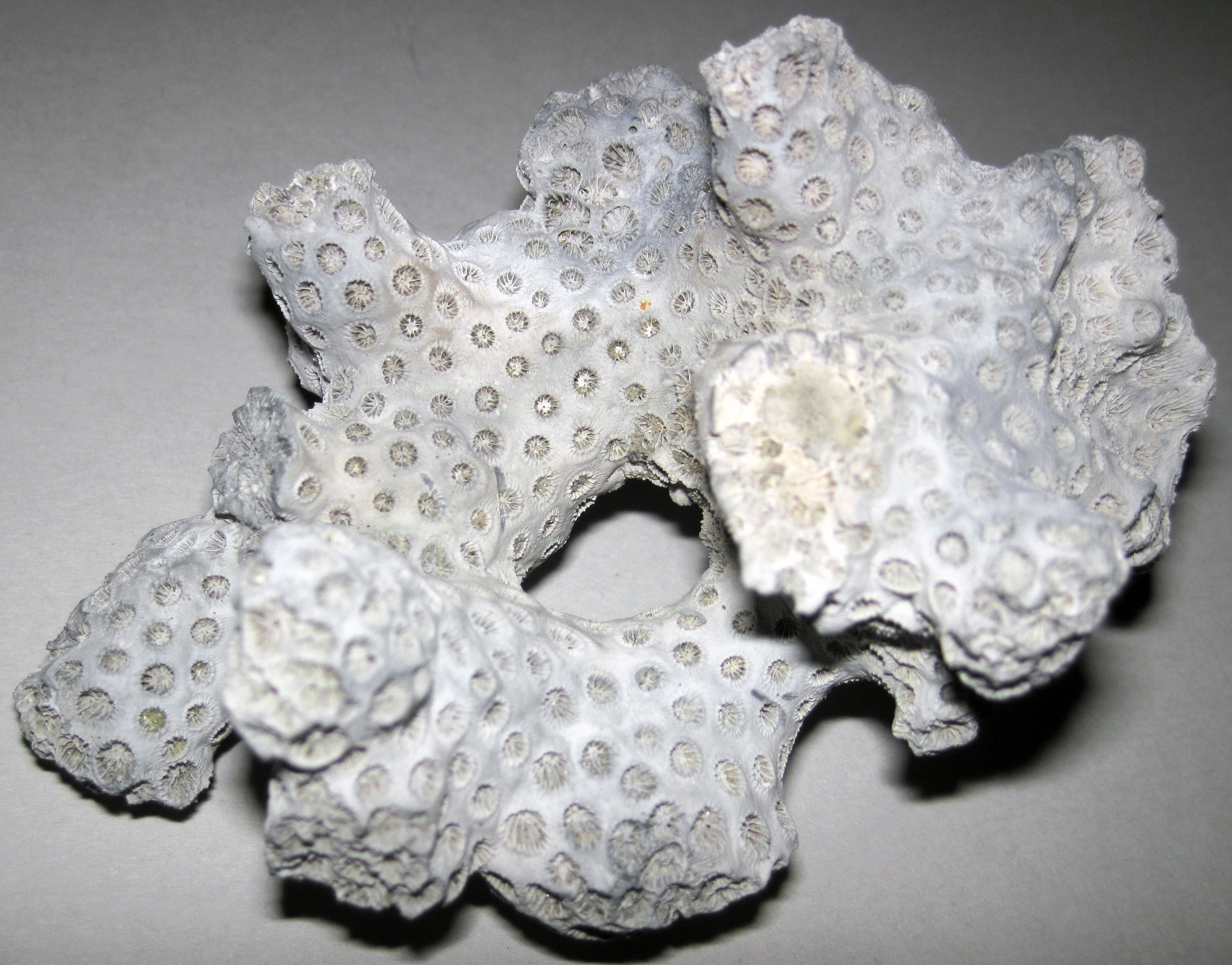
Solenastrea hyades (fosszília)

A hatosztatú virágállatok (Hexacorallia) a csalánozók (Cnidaria) törzsébe sorolt virágállatok (korallok, Anthozoa) osztályának egyik alosztálya mintegy ötezer leírt fajjal (ez a virágállatok fajainak közelítőleg kétharmada).
Közéjük tartoznak a trópusi óceánok zátonyalkotó organizmusai, amelyek kalcium-karbonátot kiválasztva hoznak létre szilárd vázat.
A virágállat név arra utal, hogy ezek a helytülő (szesszilis) állatok gyakran élénk színűek, és a szájnyílásukat körülvevő tapogatókoszorú virágszirmokra emlékeztet.

## Származásuk, elterjedésük
Valamennyi fajuk tengeri; jellemzően melegtengeri. Gyakoriságuk a trópusoktól a sarkkörök felé közeledve csökken. Brakkvizekben még előfordulnak, de édesvízbe egyetlen fajuk se települt át.

## Megjelenésük, felépítésük
A legtöbb faj közös jellemzője, hogy az űrbelüket tagoló válaszfalak száma hat vagy ennek egész számú többszöröse. Nem mindegyik válaszfal nyúlik be az űrbél közepén a garatcsőig. Néhány, planktonikus életmódra áttért fajban a tagoló sövények száma kivételesen az 5 valamely többszöröse.
Tapogatóik mindig simák; nem nőnek rajtuk cimpák. A tapogatók száma akár több száz is lehet, de csak kivételesen ritkán nyolc.
Ivarsejtjeik szalag vagy vánkos alakúak.

## Életmódjuk, élőhelyük
A fajok elsöprő többsége helytülő-szűrögető életet él; ezeket talpkorong rögzíti az aljzathoz. Egyaránt lehetnek magányosak vagy telepesek, csupaszok vagy vázképzők.

## Rendszertani felosztásuk
Az alosztály tagolása még nem végleges; az általunk megadott séma az ITIS rendszerének 2016. szeptember 18-i állapotát tükrözi.